# باشگاه فوتبال بئوگراد
باشگاه فوتبال بئوگراد (سیریلیک صربی: Омладински фудбалски клуб Београд) یک باشگاه فوتبال در شهر بلگراد، صربستان است. این باشگاه که در سال ۱۹۱۱ تأسیس شده سابقه ۵ قهرمانی در لیگ فوتبال یوگسلاوی در دوران پادشاهی یوگسلاوی را دارد.